# Квинт Марций Барей Соран (консул 52 г.)
Вижте пояснителната страница за други личности с името Квинт Марций Барей Соран.
Квинт Марций Барей Соран (на латински: Quintus Marcius Barea Soranus; † 65 или 66 г.) e сенатор на Римската империя по времето на Нерон.
Той произлиза от фамилията Марции и е син на Квинт Марций Барей Соран (суфектконсул 34 г.). Соран е женен за Сервилия Консидия, дъщеря на историка Сервилий Нониан и Консидия. Те имат дъщеря Марция Сервилия Сорана. Брат е на Квинт Марций Бареа Сура, който е приятел на бъдещия император Веспасиан. Чичо е на Марция (майка на Улпия Марциана и бъдещия император Траян) и на Марция Фурнила (втора съпруга на бъдещия император Тит, първият син на Веспасиан).
През 52 г. Соран е суфектконсул. Той става (вероятно 61 г.) проконсул на провинция Азия, където е обичан от населението, което води до омразата на император Нерон. Заради приятелството му с Рубелий Плавт (конкурент на император Нерон) и отказа да накаже един град, който не иска да смени статуите си с римски, Соран е даден на съд. Той и дъщеря му Марция Сервилия са обвинени фалшиво от един от главните свидетели, подкупеният свидетел, негов бивш учител, клиент и приятел Публий Егнаций Целер. Осъден е на смърт за обида на императора (crimen laesae maiestatis) през 65 или 66 г. и се самоубива.
Дъщеря му Марция Сервилия Сорана (ок. 40 – 66) става през 37 г. съпруга на Аний Полион, който 65 г. е изгонен по поръчка на римския император Нерон, a тя през 66 г. е осъдена за допитване при магьосници и екзекутирана.